# 38 (číslo)
Třicet osm je přirozené číslo. Následuje po číslu třicet sedm a předchází číslu třicet devět. Řadová číslovka je třicátý osmý nebo osmatřicátý. Římskými číslicemi se zapisuje XXXVIII.

## Matematika
Třicet osm je
- součet druhých mocnin prvních tří prvočísel ({\displaystyle 2^{2}+3^{2}+5^{2}})
- spolu s číslem 37 první pár po sobě jdoucích přirozených čísel, která nejsou dělitelná žádnou ze svých cifer
- největší sudé číslo, které nelze zapsat jako součet dvou lichých složených čísel

## Chemie
- 38 je atomové číslo stroncia

## Ostatní
- Počet dílu v americké ruletě
- Náboj. 38 special
- +38 bylo původně (před rozdělením) mezinárodní telefonní předvolba Jugoslávie

## Roky
- 38
- 38 př. n. l.
- 1938